# Ghurajrifa
Ghurajrifa (arab. غريريفة) – wieś w Syrii, w muhafazie Aleppo, w dystrykcie Dżabal Siman. W 2004 roku liczyła 138 mieszkańców.